# 세계한민족여성네트워크
세계한민족여성네트워크(KOWIN)는 국내외의 한인 여성들의 연대 및 교류 활성화를 위한 네트워크로 2001년에 대한민국 여성가족부의 주최로 발족했다.